# Article 51 de la Constitution de la Cinquième République française
Article 50-1 Article 51-1
L’article 51 de la Constitution du 4 octobre 1958, définissant le régime de la Ve République, autorise des délais supplémentaires de la session parlementaire dans le cadre d'une motion de censure déposée par l'assemblée nationale contre le gouvernement sur le fondement de l’article 49.

## Texte
« La clôture de la session ordinaire ou des sessions extraordinaires est de droit retardée pour permettre, le cas échéant, l'application de l'article 49. À cette même fin des séances supplémentaires sont de droit. »
— Article 51 de la Constitution du 4 octobre 1958
Afin d'avoir un recul nécessaire et d'éviter les décisions précipitées, les motions de censure (49§2) ne peuvent être votés que quarante-huit heures après le dépôt, un engagement de responsabilité (49§3) n'est voté qu'après 24 heures, les délais pouvant se cumuler.